# Municipio de Lewis (condado de Nueva Madrid)
El municipio de Lewis (en inglés: Lewis Township) es un municipio ubicado en el condado de Nueva Madrid en el estado estadounidense de Misuri. En el año 2010 tenía una población de 1802 habitantes y una densidad poblacional de 22,76 personas por km².

## Geografía
El municipio de Lewis se encuentra ubicado en las coordenadas 36°35′39″N 89°39′21″O / 36.59417, -89.65583. Según la Oficina del Censo de los Estados Unidos, el municipio tiene una superficie total de 79.16 km², de la cual 78,81 km² corresponden a tierra firme y (0,44 %) 0,35 km² es agua.

## Demografía
Según el censo de 2010, había 1802 personas residiendo en el municipio de Lewis. La densidad de población era de 22,76 hab./km². De los 1802 habitantes, el municipio de Lewis estaba compuesto por el 51,83 % blancos, el 46,06 % eran afroamericanos, el 0,17 % eran amerindios, el 0,22 % eran asiáticos, el 0,06 % eran de otras razas y el 1,66 % eran de una mezcla de razas. Del total de la población el 0,61 % eran hispanos o latinos de cualquier raza.